# Maison Bertinchamps à Charleroi
La Maison « Bertinchamps », est une habitation bourgeoise située à Charleroi. Elle fut réalisée pour Marcel Bertinchamps par les architectes Marcel Depelsenaire et Jules Laurent en 1926.